# Andemad-familien
Andemad-familien (Lemnaceae). Efter moderne fylogenetisk forskning placeres planterne nu i Arum-familien.
- Liden Andemad (Lemna minor)
- Kors-Andemad (Lemna trisulca)
- Tyk Andemad (Lemna gibba)
- Stor Andemad (Spirodela polyrhiza)